# Церковь Преображения Господня (Никита)
Це́рковь Преображе́ния Госпо́дня — православный храм в посёлке Никита в Крыму, расположенный у входа в Никитский ботанический сад. Принадлежит Ялтинскому благочинию Симферопольской и Крымской епархии Русской православной церкви. Здание храма является объектом культурного наследия народов РФ регионального значения и охраняется государством.

## История
В 1881 году с инициативой строительства церкви выступил директор Никитского сада Александр Иванович Базаров. В 1882 году было принято положительное решение и разработка проекта поручена архитектору Платону Теребенёву. Здание планировалось как церковь, больница и квартира священнослужителя. В основании фундамента была заложена памятная табличка. Храм был освящён 25 февраля 1887 года (по ст. стилю). Первым настоятелем храма стал отец Василий Иванов.
26 апреля 1885 года церковь посетили Александр III и его сын Николай.
Богослужения в храме совершались до 1927 года. Звонница и купол были разрушены, колокола сброшены. Нижняя часть здания использовалась как квартиры и склад, верхняя — как кинотеатр. Внутренние росписи и иконостас — утрачены.
В 1991 году церковь возвращена верующим. 19 августа 1992 храм был вновь освящён.

## Архитектура
В плане церковь представляет собой четырёхконечный крест. В здании два этажа: на первом размещалась больница и квартира священника, на втором — собственно церковь. В обширном вестибюле находится чугунная лестница, ведущая на второй этаж. Над храмом находился не сохранившийся купол на барабане, увенчанный восьмиконечным крестом. Окна — арочные, с каменными наличниками.
В неглубоких межоконных нишах снаружи здания находились кованные кресты. Перед входом находилась звонница с крестом, восстановленная после 1993 года. Колокола были отлиты в Москве на заводе Н. Д. Финляндского.

## Духовенство
- Настоятель церкви (с 1992 по 2019 г.) — протоиерей Виктор Евсютин[2]
- Настоятель церкви (с 2019 г.) — протоиерей Василий Мотуз